# ローランド MC-8
ローランド MC-8（ローランド・エムシー・エイト）は、ローランドが1977年に発売したシンセサイザー用のミュージックシーケンサー（デジタルシーケンサー）である。

## 概要
最も初期に発売されたコンピューターCV/Gate制御式のシーケンサーである。CPUはIntel 8080を搭載。内蔵された標準搭載のメモリーには5,400音が記録でき、アナログシーケンサーから飛躍的に記録数が向上した。発売当初の価格は120万円と非常に高価であった。
冨田勲、イエロー・マジック・オーケストラ、ミッキー吉野など、先進的な音楽家たちに使用された。
YMOのコンサートでも使用されたが、熱暴走によってデータが失われるなどのトラブルが後を絶たなかったと松武秀樹が述べている。これはライブでの使用を想定していなかったため、熱対策を怠っていたためである。
1981年には、後継機種としてローランド MC-4が発売された。